# Міка Ніємінен
Міка Сакарі Ніємінен (фін. Mika Sakari Nieminen; 1 січня 1966, м. Тампере, Фінляндія) — фінський хокеїст, центральний нападник. Член Зали слави фінського хокею (2005).
Виступав за «Кієккорейпас», «Ільвес» (Тампере), «Лукко» (Раума), ХК «Лулео», «Грассгоппер» (Цюрих), «Йокеріт» (Гельсінкі), ГІФК (Гельсінкі). 
У складі національної збірної Фінляндії провів 208 матчів; учасник зимових Олімпійських ігор 1992, 1994 і 1998, учасник чемпіонатів світу 1991, 1992, 1993, 1994, 1995, 1996 і 1997, учасник Кубка світу 1996. У складі юніорської збірної Фінляндії учасник чемпіонату Європи 1984. 
Досягнення
- Бронзовий призер зимових Олімпійських ігор (1994, 1998)
- Чемпіон світу (1995), срібний призер (1992, 1994)
- Срібний призер чемпіонату Фінляндії (1990, 1999), бронзовий призер (1989, 1998)
- Срібний призер чемпіонату Швеції (1993).